# Attilio Concari
Attilio Concari (* 21. Februar 1944 in Parma) ist ein italienischer Modefotograf und Filmregisseur.

## Leben
Bereits in den 1970er Jahren arbeitete Concari als Modefotograf; seine Bilder waren u. a. in Vogue, Amica und Annabella zu sehen. Daneben entstanden verschiedene Kurz- und Werbefilme. 1986 drehte er mit 45. Breitengrad (45º parallelo) seinen ersten Spielfilm. 1993 folgte mit L'amore dopo sein zweiter und bislang letzter Film.
45. Breitengrad lief 1987 auf dem internationalen Forum des Jungen Films auf der Berlinale. Dieser Film spielt in der Poebene und handelt von dem US-amerikanischen Fotografen Tom. Er hat den Auftrag, eine Fotodokumentation über die ökologischen Probleme dieser Gegend zu machen. Dabei freundet er sich mit Andrea und einem 12-jährigen Jungen an. Die genaue dokumentarische Beobachtung dieses Films und sein Sinn für Poesie in Verbindung mit der fantasiereichen Erzählweise machen den besonderen Reiz dieses Films aus.
1999 veröffentlichte Concari mit Davide Ferrario ein Buch über die Geschichte des Pornofilmes.

## Filmografie (Auswahl)
- 1986: 45. Breitengrad (45º parallelo)
- 1993: L'Amore dopo

## Veröffentlichung
- Guardami. Storie del porno. Manifestolibri, Rom 1999, ISBN 88-7285-183-1.